# René Blanchot
Pour les articles homonymes, voir Blanchot.
René Blanchot est un architecte français, né le 9 novembre 1901 à Devrouze (Saône-et-Loire) et mort le 9 janvier 1978 à Neuilly-sur-Seine.

## Biographie
Natif de Saône-et-Loire, frère du critique littéraire et romancier Maurice Blanchot, René Ferdinand Marie Antoine Blanchot est diplômé de l'École régionale d'architecture de Strasbourg en 1931 puis est domicilié à Paris.
Il entre au cabinet de Robert Danis (architecte responsable, entre autres, des projets d'extensions de la ville d'Egletons en Corrèze (exemple assez unique de développement urbain planifié en milieu rural...).
René Blanchot crée son agence en 1936. Le stade municipal et son entrée monumentale d'Egletons (Corrèze) pourrait être sa première réalisation.
Ses collaborations avec Robert Danis (foyer des campagnes d'Egletons, 1936) et ses premiers travaux en tant qu'architecte indépendant (galerie-halle de l'hôtel de ville, Egletons, 1937 (détruite en 1944) forme sa réputation. 
En Corrèze encore, il crée en 1939, à Chamberet, des bains-douches au plan présentant les caractéristiques principales de la signature architecturale de son début de carrière (corniches filantes en béton armé, arc en plein-cintre, portique sur piles "crayon").  
De 1945 à 1946 il est nommé chef du Service régional du Ministère de la Reconstruction et du logement pour la Seine-Maritime. 
De 1958 à 1966, il est nommé Architecte conseiller technique au Ministère de l'Éducation nationale pour la région Limousin. Il a réalisé, seul ou en association avec d'autres architectes, des groupes scolaires en Seine-et-Oise, en Haute-Vienne, dans le Cher et évidemment en Corrèze (Collège d'Ussel, Lycée professionnel René Cassin de Tulle...)...
René Blanchot a aussi tenu le rôle d'architecte conseil de la ville de Limoges. En hommage à ses travaux, une école élémentaire et maternelle publiques de la capitale du Limousin portent aujourd'hui son nom.
Il reçoit la Légion d'honneur en 1953 et meurt en janvier 1978. Il repose au cimetière du Mesnil-Saint-Denis (Yvelines).
Avec Robert Danis (architecte), René Blanchot est le maître d'œuvre de la plupart des réalisations du projet d'urbanisme de la ville d'Egletons 1929-1979. Pierre Caraminot le qualifia même d'architecte de la ville.

## Hommages
- Une école primaire de Limoges porte son nom.

## Sources
- Egletons, une ville au XXe siècle. Exposition (commissaires : Régis Delubac et Nicolas Courteix) août 2009 - mai 2010.
- Granit, béton, ardoise. L'architecture du XXe siècle à Egletons (par Nicolas Courteix). Livret paru en septembre 2009 (Service Patrimoine de la Ville d'Egletons/DRAC Limousin).
- L'architecture au XXe siècle en Corrèze (DRAC Limousin).
- Régis Delubac, De la valeur d'usage à la patrimonialisation, l'architecture du XXe siècle à Égletons, Formation AUE,. École de Chaillot/ENPC, juillet 2009.
- Les bains-douches en Limousin, architecture et histoire, Sous la direction de Colette Aymard, Colette Aymard, Laure de LLamby et Michel Sorbier (Chercheurs associés : Mireile Della Giacomo, Nicolas Courteix, Josiane Pradoux) DRAC du Limousin/CAUE de la Haute-Vienne, 2013.